# Formosa do Oeste
Formosa do Oeste é um município brasileiro do estado do Paraná. Sua população estimada em 2010 é de 7.541 habitantes.

## História
O município de Formosa do Oeste foi fundado pela colonizadora Sociedade Imobiliária Noroeste do Paraná (SINOP) e seu desbravamento deu se por volta de 1957 com a chegada dos primeiros moradores, sendo num primeiro momento, de várias famílias vindas do interior de São Paulo e Santa Catarina e até mesmo do Paraná. Algumas das primeiras famílias que chegaram foram Pareja, Serra, Gargantine, Paes, Marcomini entre outras. 
Sua escritura pública foi lavrada em 26 de março de 1960 com o nome concebido pela senhora Nilza de Oliveira Pepino que era esposa do Senhor Énio Pepino que dizia que eram "terras muito formosas", da região e que até então era denominada Gleba Rio Verde. Deste modo surgiu o nome Formosa do Oeste. 
Criada através da Lei Estadual n° 4382 de 10 de junho de 1961, foi instalado oficialmente em 8 de dezembro de 1961, sendo desmembrado de Cascavel. 
Formosa do Oeste é um município comarca que representa além da sede, outros três municípios sendo Nova Aurora, Iracema do Oeste e Jesuítas, abrangendo uma população dentro de sua comarca de aproximadamente 33 mil habitantes é um dos municípios pioneiros dessa região. 
A cidade vive da agricultura e agropecuária.

## Esporte
A cidade de Formosa do Oeste possuiu dois times no Campeonato Paranaense de Futebol, o Sport Clube Paraná e o Formosa Atlético Clube.

## Geografia

### Hidrografia
Rio Piquiri, Rio Verde, Rio Jesuitas ,Rio Arara, Rio Água das Abelhas e Água bandeirantes e alguns corregos "Tatuzinho" entre outro.

### Rodovias
- PR-317

## Administração
- Prefeito: Orivaldo Municelli (2024/2028)
- Vice-prefeito: Edinaldo Sobral (2024/2028)
- Presidente da câmara: Lucas Santos